# Sesto Rondò (métro de Milan)
Sesto Rondò est une station de la ligne 1 du métro de Milan, située sur la commune de Sesto San Giovanni en Italie.